# Dicaeum pectorale
A Dicaeum pectorale a madarak osztályának verébalakúak (Passeriformes) rendjébe és a virágjárófélék (Dicaeidae) családjába tartozó faj.

## Rendszerezése
A fajt Salomon Müller német zoológus és ornitológus írta le 1843-ban.

## Alfajai
- Dicaeum pectorale ignotum Mees, 1964
- Dicaeum pectorale pectorale S. Muller, 1843[2]

## Előfordulása
A Új-Guinea nyugati részén, Indonézia és Pápua Új-Guinea területén honos. Természetes élőhelyei a szubtrópusi és trópusi síkvidéki esőerdők. Állandó, nem vonuló faj.

## Megjelenése
Testhossza 9 centiméter. A hím felső részével olíva színű, alul szürkés-zöld, torka fehér, skarlátvörös mellfolttal. A tojó tollazata hasonló a hímhez, de hiányzik a mellfoltja.

## Életmódja
Főleg gyümölcsevő, de pókokkal is táplálkozik.

## Természetvédelmi helyzete
Az elterjedési területe nagy, egyedszáma viszont csökken, de még nem éri el a kritikus szintet. A Természetvédelmi Világszövetség Vörös listáján nem fenyegetett fajként szerepel.